# 恵那峡天界苑
恵那峡天界苑（えなきょうてんかいえん）は、岐阜県中津川市（旧蛭川村）にある恵那峡ワンダーランドに隣接した観光施設である。2021年シーズンより恵那峡ワンダーランド東ゲート（えなきょうワンダーランドひがしゲート）と称し、 恵那峡ワンダーランドの一部となる。

## 概要
恵那峡の絶景を展望する眺望の良い場所に開設された観光施設で、園内には遊歩道の他、足湯等のリラクゼーション施設や、レストランや土産物の店舗などもある。

## 所在地
岐阜県中津川市蛭川5735-211

## アクセス
- 中央自動車道恵那ICより車で8分
- JR東海中央本線「恵那駅」よりバス